# Isabelle Carré
Isabelle Carré (Parijs, 28 mei 1971) is een Frans actrice. Zij won in 2003 de César voor beste actrice voor haar hoofdrol als Claire Poussin in de romantische dramafilm Se souvenir des belles choses. Dat was vijf jaar en drie eerdere nominaties nadat ze in 1998 de Romy Schneiderprijs voor beloftevol talent kreeg.
Carré maakte in 1989 haar film- en acteerdebuut als Valérie in de romantische komedie Romuald et Juliette. Sindsdien had ze rollen in meer dan 35 andere films, meer dan 45 inclusief die in televisiefilms. Voor haar spel in Beau fixe (1992), Le hussard sur le toit (1995), La femme défendue (1997), Se souvenir des belles choses (2001), Les sentiments (2003), Entre ses mains (2005) en Anna M. (2007) werd Carré genomineerd voor een César.
Carré trouwde in 2006 met filmproducent Bruno Pésery. Samen met hem kreeg ze in 2008 zoon Antoine.

## Filmografie
*Exclusief 5+ televisiefilms
| - Garde alternée (2017) - Comment j'ai rencontré mon père (2017) - Une vie ailleurs (2017) - Le coeur régulier (2016) - Ange et Gabrielle (2015) - Vingt et une nuits avec Pattie (2015) - Paris-Willouby (2015) - Les chaises musicales (2015) - Marie Heurtin (2014) - Du goudron et des plumes (2014) - Respire (2014) - Cheba Louisa (2013) - Le jour des corneilles (2012) - Cherchez Hortense (2012) - Du vent dans mes mollets (2012) - La cerise sur le gâteau (2012) - Des vents contraires (2011) - Les émotifs anonymes (2010) - Rendez-vous avec un ange (2010) - Le refuge (2009) - Tellement proches (2009) - Musée haut, musée bas (2008) - Cliente (2008) - Les bureaux de Dieu (2008) - Le renard et l'enfant (2007) - Anna M. (2007) - Coeurs (2006) - Quatre étoiles (2006) - Entre ses mains (2005) - L'avion (2005) | - L'hiver sous la table (2005) - Holy Lola (2004) - Je suis votre homme (2004) - Les sentiments (2003) - La légende de Parva (2003, stem) - Toute une histoire (2003) - À la folie... pas du tout (2002) - Se souvenir des belles choses (2001) - Bella ciao (2001) - Mercredi, folle journée! (2001) - Ça ira mieux demain (2000) - L'envol (2000) - J'peux pas dormir... (2000) - Le goût du couscous (2000) - La Bûche (1999) - Les Enfants du siècle (1999) - De source sûre (1999) - Superlove (1999) - Les Enfants du marais (1999) - La mort du chinois (1998) - Sentimental Education (1998) - La femme défendue (1997) - Les soeurs Soleil (1997) - Beaumarchais l'insolent (1996) - Le hussard sur le toit (1995) - Beau fixe (1992) - Dober Man (1992) - La reine blanche (1991) - Romuald et Juliette (1989) |

- Bibsys: 8081312
- Biblioteca Nacional de España: XX4822187
- Bibliothèque nationale de France: cb14034994z (data)
- Catàleg d'autoritats de noms i títols de Catalunya: 981058527449606706
- CiNii: DA17420306
- Gemeinsame Normdatei: 136070809
- International Standard Name Identifier: 0000 0001 2129 1343
- Library of Congress Control Number: no2003067660
- MusicBrainz: 7e466592-5921-49fe-bf22-331eac995083
- Nationale Bibliotheek van Tsjechië: xx0151780
- Nationale Bibliotheek van Israël: 987007425357705171
- Nationale Bibliotheek van Polen: a0000002129861
- Nederlandse Thesaurus van Auteursnamen: 298935341
- Réseau des bibliothèques de Suisse occidentale: 02-A008849659
- SNAC: w6j98vqp
- Système universitaire de documentation: 084292083
- Virtual International Authority File: 39577252
- WorldCat: E39PBJvMyD8b4TVHtjdmhfq4v3